# Gayane Chebotaryan
Gayane Chebotaryan (8 de noviembre de 1918, Rostov del Don - 16 de enero de 1998, Moscú) fue una compositora y musicóloga armenia nacida en Rusia. Se graduó en el Conservatorio de Leningrado y estudió composición con K'usnaryan y piano con Moisei Khalfin. En 1947 ocupó una plaza docente en el Conservatorio Estatal Komitas de Ereván, donde fue nombrada profesora en 1977. Se le concedió el título de honorario de artista del pueblo de la República armenia en 1964, y publicó una obra sobre las características polifónicas de Aram Jachaturián en 1969.

## Obras
Algunas de sus obras son:
- Trío para piano
- Suite, para orquesta No. 2
- Seis Preludios
- Polifonicheskii al'bom dlia iunoshestva. 13 fortepiannykh p'es, colección, 1975

Algunas de sus obras se han grabado y editado en CD, incluyendo:
- Armenian Piano Trios, Audio CD (20 de septiembre de 2004) Et'Cetera, ASIN: B0006Z2LEC